# Pomnik Katyński we Wrześni
Pomnik Katyński we Wrześni – monument usytuowany na Cmentarzu Farnym przy ul. Gnieźnieńskiej we Wrześni. Upamiętnia mieszkańców Wrześni oraz osoby związane z miastem, które zostały zamordowane w 1940 przez radzieckie NKWD - w Katyniu, Miednoje i Charkowie (zbrodnia katyńska).

## Historia
Pomnik powstał z inicjatywy Społecznego Komitetu Budowy Pomnika Katyńskiego we Wrześni, zawiązanego pod przewodnictwem ks. Kazimierza Głowy. Autorem projektu był architekt Andrzej Chudziak. Monument został odsłonięty 21 września 1995. 

## Opis
Pomnik składa się z dominującego krzyża oraz dwóch tablic granitowych po jego bokach. Na lewej, mniejszej tablicy znajduje się napis wykonany z metalowych liter: OFIAROM LUDOBÓJSTWA SOWIECKIEGO, poniżej którego wymieniono trzy miejsca: KATYŃ, MIEDNOJE, CHARKÓW oraz rok 1940. Na prawej tablicy znajduje się wizerunek Orderu Virtuti Militari oraz w kolejności alfabetycznej 42 nazwiska i imiona ofiar (m.in. Wincentego Harembskiego).

## Galeria

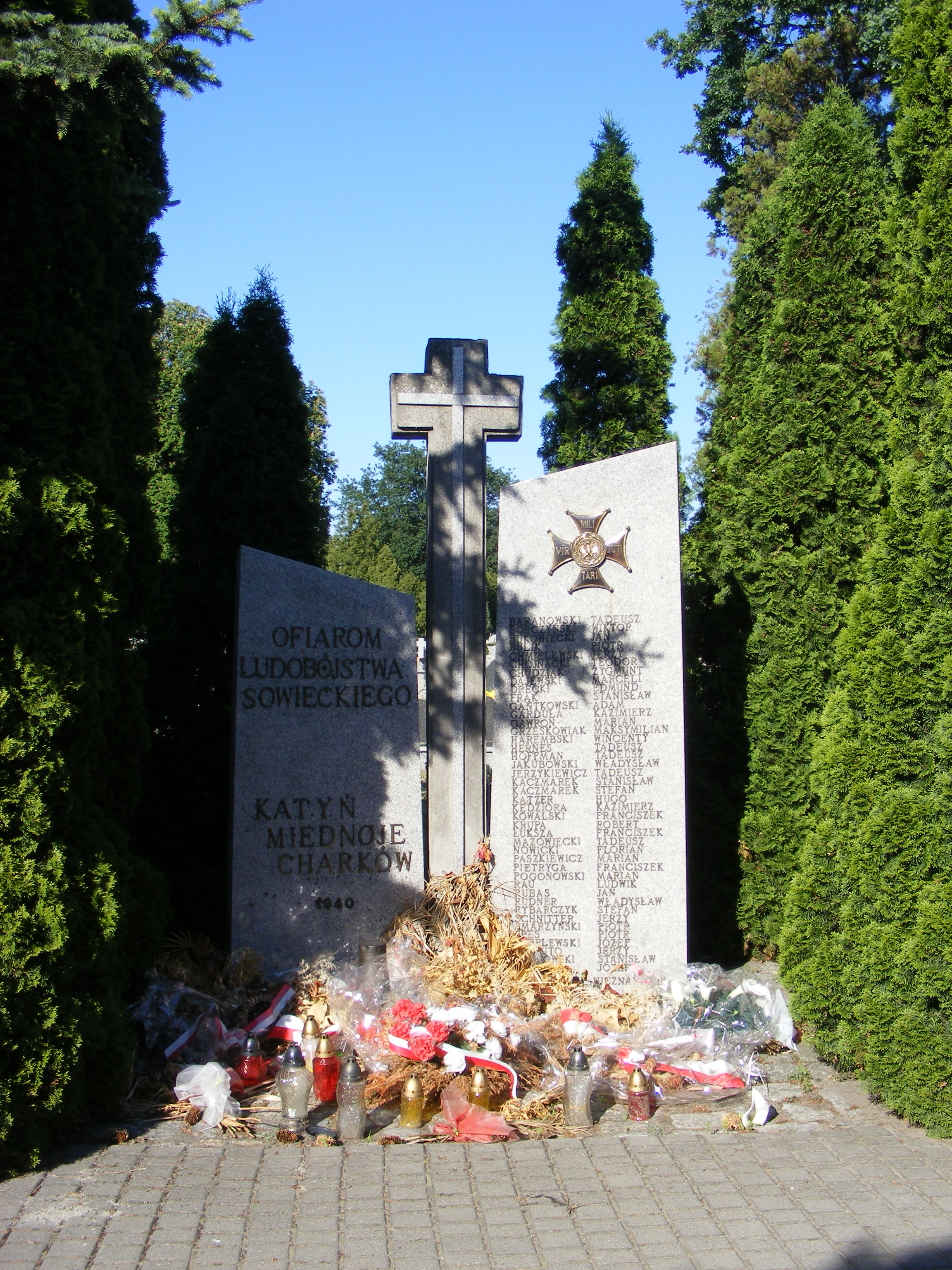
Otoczenie pomnika
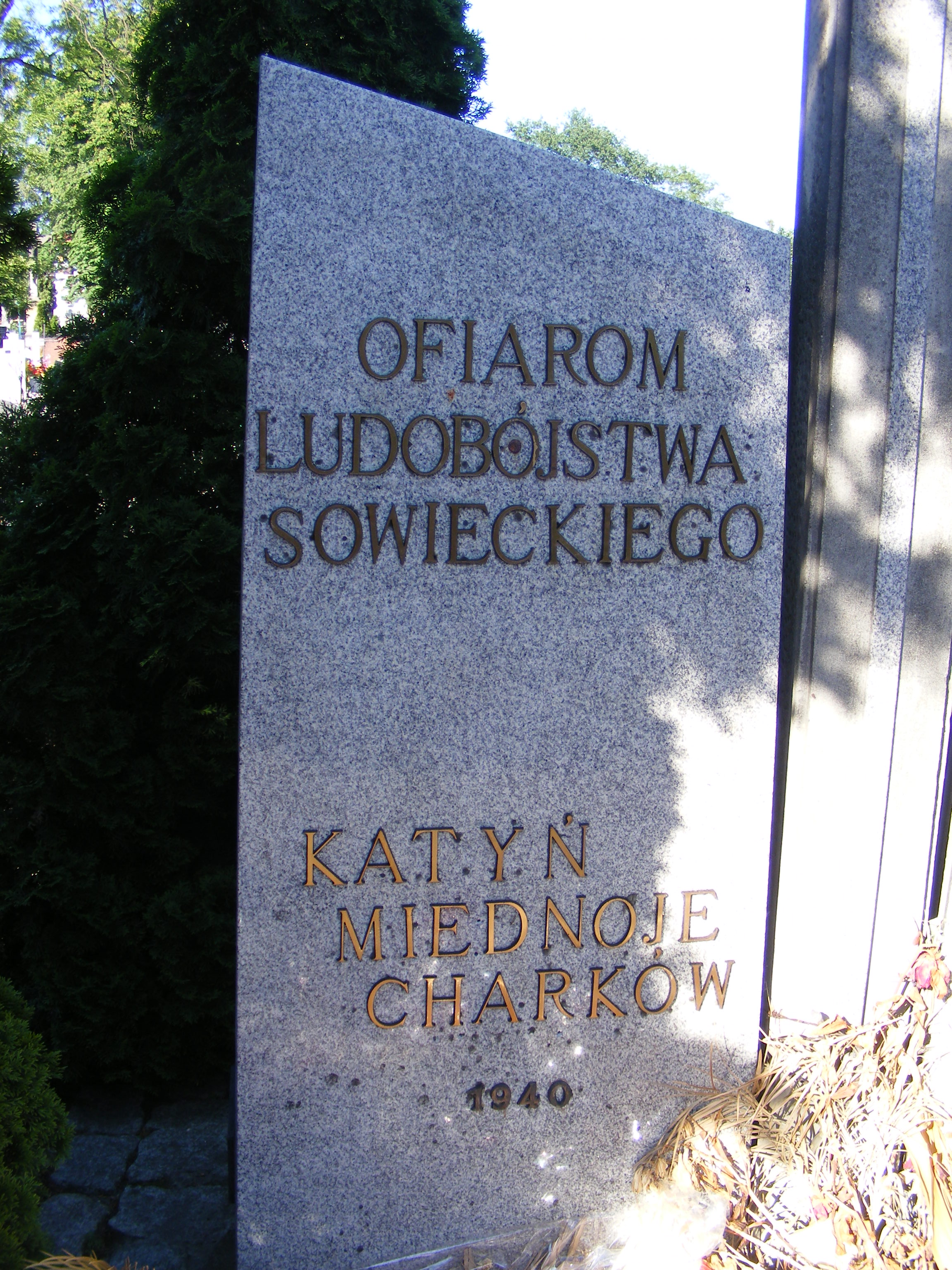
Lewa płyta pomnika
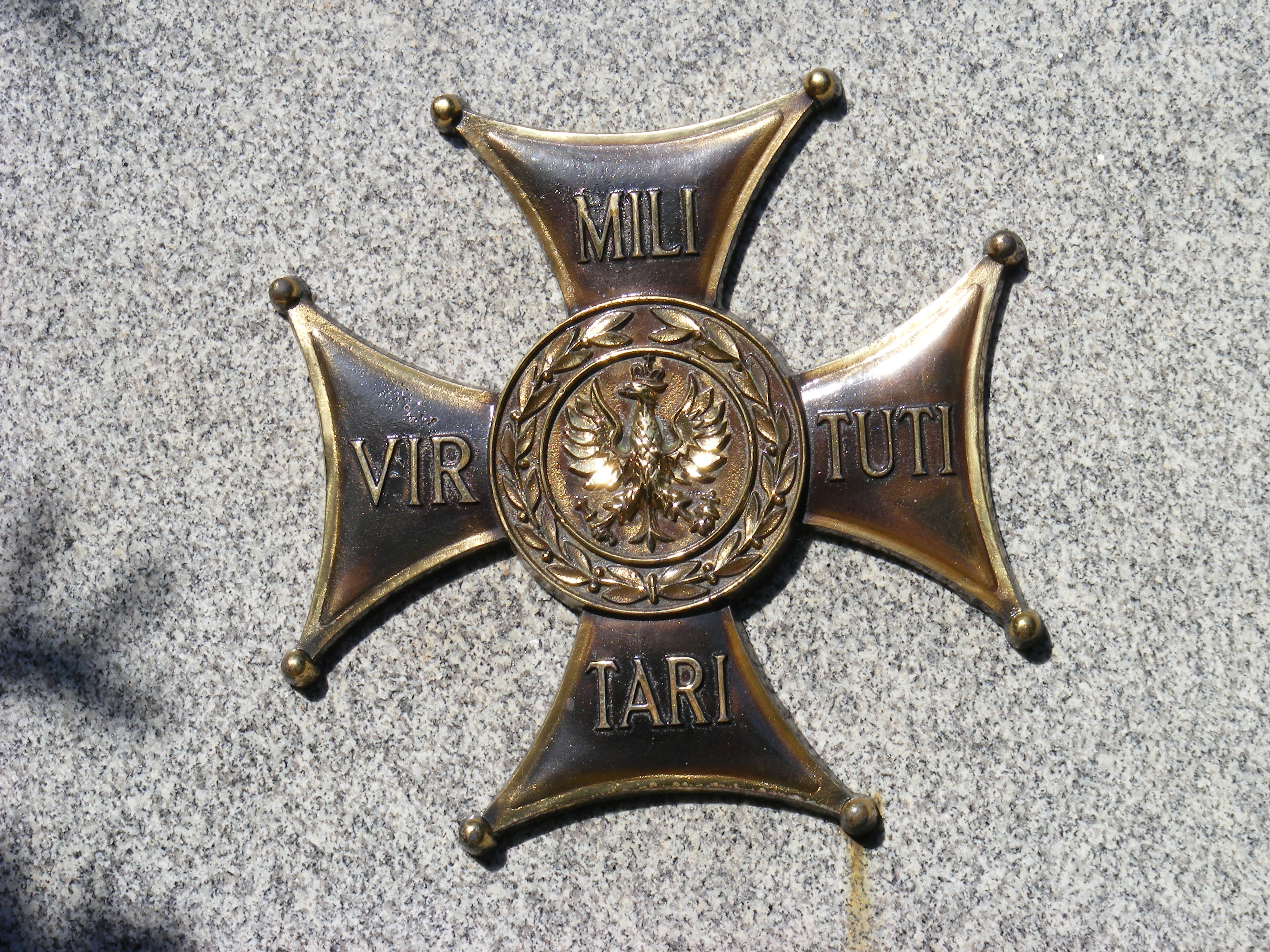
Order Virtuti Militari na prawej płycie pomnika
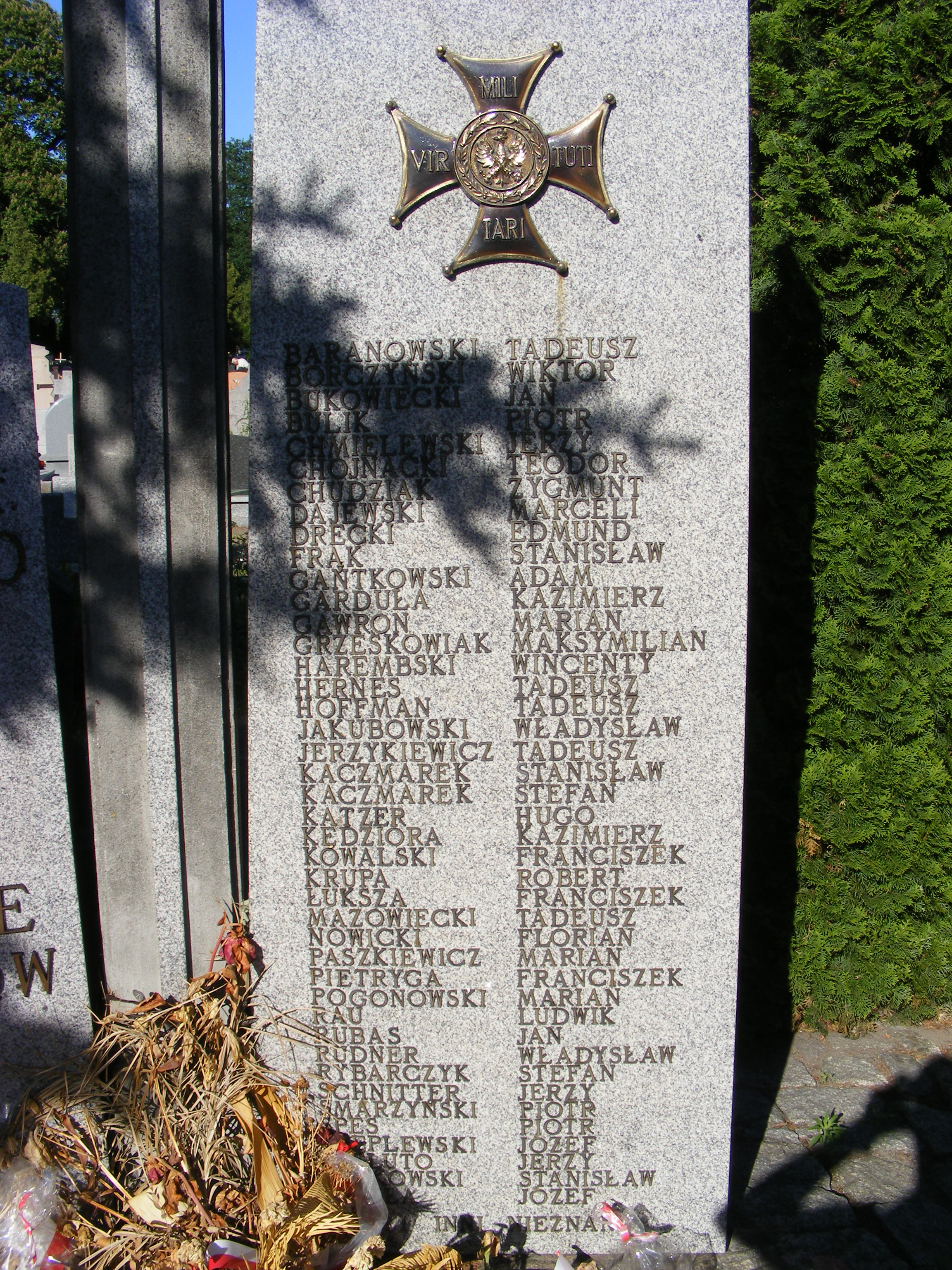
Prawa płyta pomnika z nazwiskami ofiar